# Iwan Ursic
Iwan Ursic (Aarau, Švicarska, 6. prosinca 1976.) je švicarski rukometaš hrvatskog podrijetla. Igra na poziciji kružnog napadača. Švicarski je reprezentativac.
Prvih je godina igrao za švicarske Olten i Zofingen. 1993. ga je doveo u svoje redove Suhr, u kojem je ostao 9 godina i osvojio švicarsko prvenstvo 1998./99. i 1999./00. Schaffhausenski Kadetten ga je doveo u svoje redove, no u klubu se zadržao samo godinu dana, nakon čega odlazi u jaki Winterthur, u kojem također igra jednu natjecateljsku sezonu. Od 1. lipnja 2004. igra za njemački Nordhorn. Primjećuje ga HSV, pa je nakon dvije godine igranja u Nordhornu 2006. prešao u Hamburg. S HSV-om je 2006./07. osvojio Kup pobjednika kupova. Od ljeta 2008. opet igra za švicarski Kadetten. U sezoni 2009./2010. je s Kadettenima igrao u finalu Kupa EHF, no nisu osvojili kup. U objema utakmicama je postigao po tri gola.
Za Švicarsku je postigao 385 pogodaka u 136 utakmica. Sa švicarskim izabranim sastavom je igrao odlučujuće utakmice kvalifikacija za EP 2008. protiv Bjelorusije. U dvjema utakmicama koje su se odigrale 9. i 17. lipnja 2007., ipak nisu uspjeli. U švicarskoj reprezentaciji nosi broj 7.

## Vanjske poveznice
- HSV - Podatci o Ivanu Ursiću  Arhivirana inačica izvorne stranice od 25. srpnja 2008. (Wayback Machine)
- weitere Handballworld - Podatci o Ivanu Ursiću
- Stranice Ivana Ursića  Arhivirana inačica izvorne stranice od 14. siječnja 2009. (Wayback Machine)